# Chlorops pictipes
Chlorops pictipes är en tvåvingeart som beskrevs av Becker 1911. Chlorops pictipes ingår i släktet Chlorops och familjen fritflugor. Inga underarter finns listade i Catalogue of Life.